# Plaveč (Repubblica Ceca)
Plaveč (in tedesco Platsch) è un comune della Repubblica Ceca facente parte del distretto di Znojmo, in Moravia Meridionale.